# Dolná Tižina
Dolná Tižina este o comună slovacă, aflată în districtul Žilina din regiunea Žilina. Localitatea se află la altitudinea de 440 m deasupra n.m., se întinde pe o suprafață de 13,12 km2 și în 2017 număra 1.383 de locuitori.

## Istoric
Localitatea Dolná Tižina este atestată documentar din 1439.

## Demografie
| An:                | 1994 | 2004   | 2014   | 2024    |
| ------------------ | ---- | ------ | ------ | ------- |
| Număr de persoane: | 1207 | 1222   | 1326   | 1510    |
| Diferență:         |      | +1,24% | +8,51% | +13,87% |

| An:                | 2023 | 2024   |
| ------------------ | ---- | ------ |
| Număr de persoane: | 1508 | 1510   |
| Diferență:         |      | +0,13% |